# Унгуджа
Унгуджа (суах. Unguja), також часто використовується назва Занзіба́р  — найбільший острів архіпелагу Занзібар в Індійському океані біля східно-африканського узбережжя. Разом з іншими островами архіпелагу утворює автономію Занзібар в складі країни Танзанія.

## Загальні відомості
Площа Унгуджи — 1.651 км². Острів переважно рівнинний, оточений кораловими рифами. Поширений карст. Клімат — субекваторіальний, теплий, з дуже високою вологістю. У флорі переважають чагарникові зарості, на узбережжі — мангрові ліси. У фауні представлені ендеміки. У той же час є декотрі материкові види, що примандрували на острів під час останнього льодовикового періоду, наприклад, занзібарський леопард, якого декотрі вчені вважають уже зниклим. На Унгуджі вирощують гвоздикове дерево, кокосову пальму тощо. Центр міжнародного туризму. Головне та найбільше місто та порт — Занзібар (206 тис. мешканців, 2006).
Основна етнічна група Унгуджи  — суахілі (один з небагатьох регіонів Східної Африки, де вони складають більшість населення). За віросповіданням населення є здебільшого мусульманами (ібадитами та сунітами) (до 88 % населення), решта — послідовники африканських традиційних культів, християни тощо. Занзібарське суспільство відзначається значною консервативністю.

## Історія
Згідно з археологічними свідченнями, острів був постійно заселений щонайменше 20 тисяч років. Імовірно Унгуджа під назвою Менуфія згадується в давньогрецькому географічному творі Періпл Еритрейського моря. У I тисячолітті н. е. острів відвідували індійські, арабські та перські купці. У 1107 році на півночі була побудована перша мечеть в південній півкулі — мечеть Кізімказі. У 1505 році весь занзібарський архіпелаг перейшов під контроль Португалії, а в 1698 — під контроль Оману. Найбільшого розквіту султанат Оман досяг у першій половині XIX століття за султана Саїда ібн Султана. У 1840 році Саїд ібн Султан переніс столицю в Кам'яне місто на острові Унгуджа. Унгуджа в його правління була найбільшим торговим центром, де велася торгівля по всьому Індійському океану, в першу чергу рабами і гвоздикою, яку вирощували на плантаціях прямо на острові.
Після смерті Саїда ібн Султана в 1856 році Занзібарський султанат і Оман стали двома незалежними султанатами. У 1890 році острів в складі Занзібару став британським протекторатом, а в грудні 1963 року отримав незалежність від Великої Британії. На початку 1964 року в ході занзібарської революції монархія була повалена, і проголошена Народна Республіка Занзібар і Пемба. У квітні 1964 року Республіка Занзібар і Пемба об'єдналася з Танганьїкою, ставши автономним регіоном у складі держави Танзанія.

## Адміністративний поділ
Острів Занзібар поділяється на 3 регіони:
| № | Регіон (мкоа)      | Суахілі          | Англ.                         | Адм. центр | Площа, км² | Населення, чол. (2012) | Щільність, чол./км² |
| - | ------------------ | ---------------- | ----------------------------- | ---------- | ---------- | ---------------------- | ------------------- |
| 1 | Занзібар Північний | Kaskazini Unguja | Zanzibar North Region         | Мкокотоні  | 470        | 187 455                | 398,84              |
| 2 | Занзібар Південний | Kusini Unguja    | Zanzibar Central/South Region | Коані      | 854        | 115 588                | 135,35              |
| 3 | Занзібар Західний  | Mjini Magharibi  | Zanzibar Urban/West Region    | Занзібар   | 230        | 593 678                | 2581,21             |
|   | Острів Занзібар    | Zanzibar         | Zanzibar Island               | Занзібар   | 1 554      | 896 721                | 577,04              |

У свою чергу, кожна область має по 2 округи. Тобто, всього 6 округів:
- Касказіні «А» або Північний «А» ( Kaskazini «A» ) — північ Північного Занзібару (105 780 осіб, 2012),
- Касказіні «Б» або Північний «Б» ( Kaskazini «B» ) — південь Північного Занзібару (81 675 осіб, 2012),
- Каті (Kati) або Центральний Занзібар (76 346 осіб, 2012),
- Кусіні (Kusini) або Південний Занзібар (39 242 осіб, 2012),
- Магарібі (Magharibi) або Західний Занзібар (370 645 осіб, 2012),
- Мжіні (Mjini) або Занзібар-місто (223 033 осіб, 2012).

## Галерея

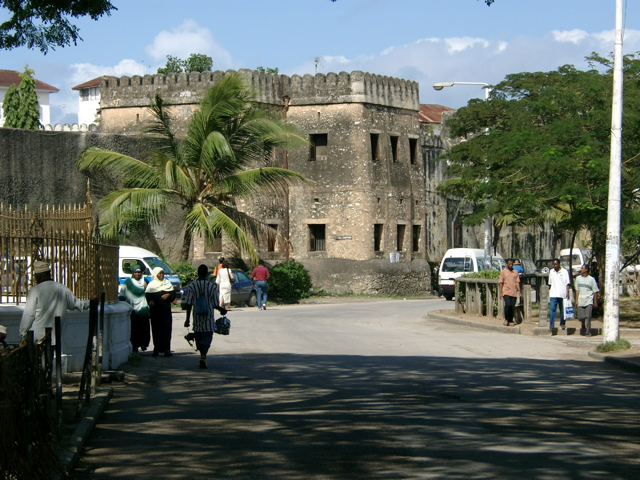
Арабський форт у Занзібарі
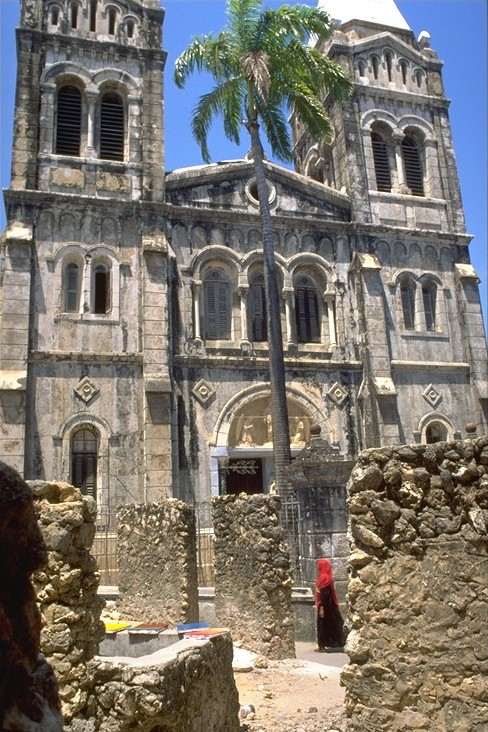
Куточок Кам'яного міста
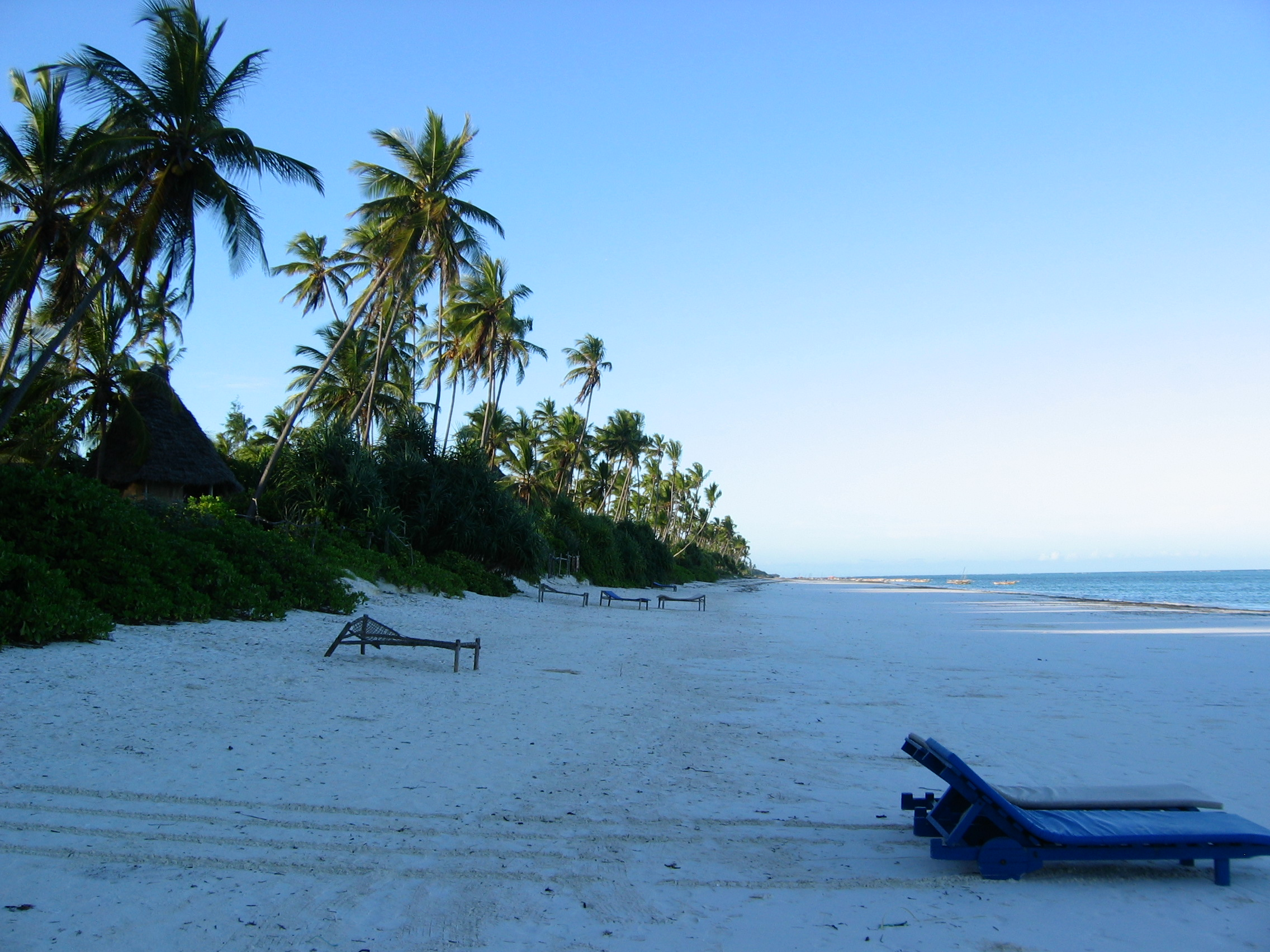
Східне узбережжя Занзібару
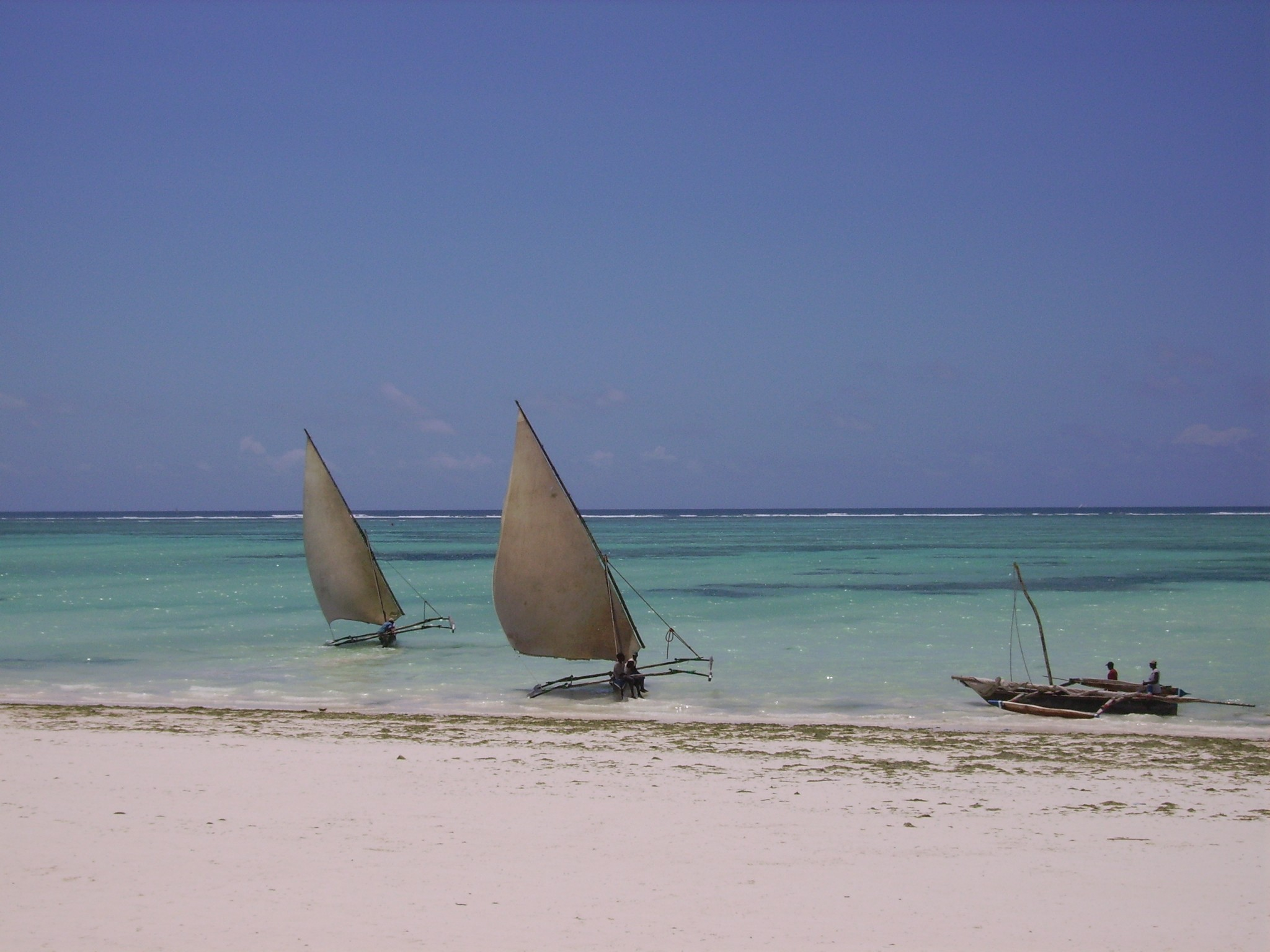
Занзібарський пляж